# Associazione Calcio Bellaria Igea Marina 2010-2011
Questa pagina raccoglie le informazioni riguardanti l'Associazione Calcio Bellaria Igea Marina nelle competizioni ufficiali della stagione 2010-2011.

## Rosa
| N. |                    | Ruolo | Calciatore          |
| -- | ------------------ | ----- | ------------------- |
|    | Italia (bandiera)  | C     | Elia Ballardini     |
|    | Italia (bandiera)  | C     | Gianluigi Bamonte   |
|    | Italia (bandiera)  | C     | Alessio Briglia     |
|    | Italia (bandiera)  | C     | Samuele Buda        |
|    | Italia (bandiera)  | D     | Fabio Cusaro        |
|    | Italia (bandiera)  | A     | Caio De Cenco       |
|    | Italia (bandiera)  | C     | Alessio Del Padrone |
|    | Senegal (bandiera) | A     | Ameth Fall          |
|    | Italia (bandiera)  | C     | Daniele Forte       |
|    | Italia (bandiera)  | D     | Mirco Giorgi        |
|    | Italia (bandiera)  | C     | Luca Giunchi        |
|    | Italia (bandiera)  | D     | Riccardo Martinelli |
|    | Italia (bandiera)  | D     | Giuliano Morena     |

| N. |                       | Ruolo | Calciatore             |
| -- | --------------------- | ----- | ---------------------- |
|    | Italia (bandiera)     | A     | Andrea Moretti         |
|    | Italia (bandiera)     | C     | Erik Nesca             |
|    | Italia (bandiera)     | D     | Alessio Petti          |
|    | Italia (bandiera)     | A     | Daniel Pfitscher       |
|    | Italia (bandiera)     | P     | Mariano Renna          |
|    | Italia (bandiera)     | C     | Valerio Nicolò Rosetti |
|    | Italia (bandiera)     | D     | Francesco Severi       |
|    | San Marino (bandiera) | P     | Aldo Simoncini         |
|    | Italia (bandiera)     | C     | Andrea Tabanelli       |
|    | Italia (bandiera)     | P     | Alex Teodorani         |
|    | Italia (bandiera)     | C     | Gianluca Turchetta     |
|    | Italia (bandiera)     | D     | Davide Vicini          |